# Цукор-кандис
Цукор-кандис, кандований (льодяниковий) цукор — продукт кристалізації цукру, який використовують для виробництва льодяників. Буває найрізноманітніших форм і забарвлень.
Для отримання кандису перенасичений цукропатоковий сироп уварюють до легкої проби на волос і в гарячому вигляді залишають кристалізуватися на натягнутих в посудинах нитках, при температурі 50-60 °C. Через 8-10 днів на нитках виходять нанизані великі кристали цукру-кандису. Сироп зливають, кристали обмивають вапняною водою і сушать.
У країнах Західної Європи льодяниковий цукор досить популярний як замінник шматкового цукру, а також як самостійні ласощі. Має попит і цукор-кандис, кристалізований на паличці на манер льодяника, і вживається в їжу таким самим чином.
У країнах Центральної Азії, в Азербайджані і на Близькому Сході є місцевий різновид цукру-кандису, який готується з додаванням виноградного соку, нават.

## Галерея

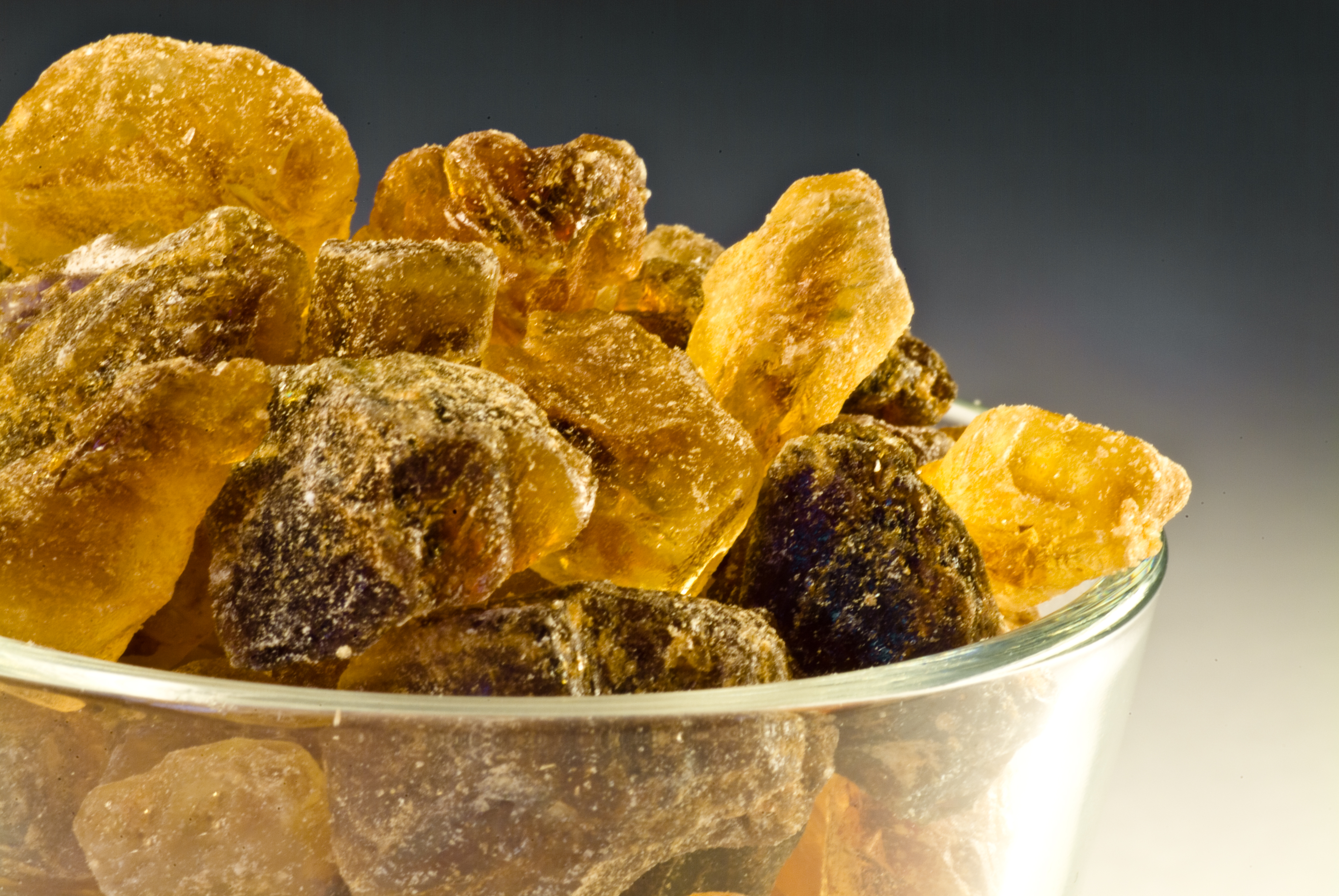
Кандований тростинний цукор
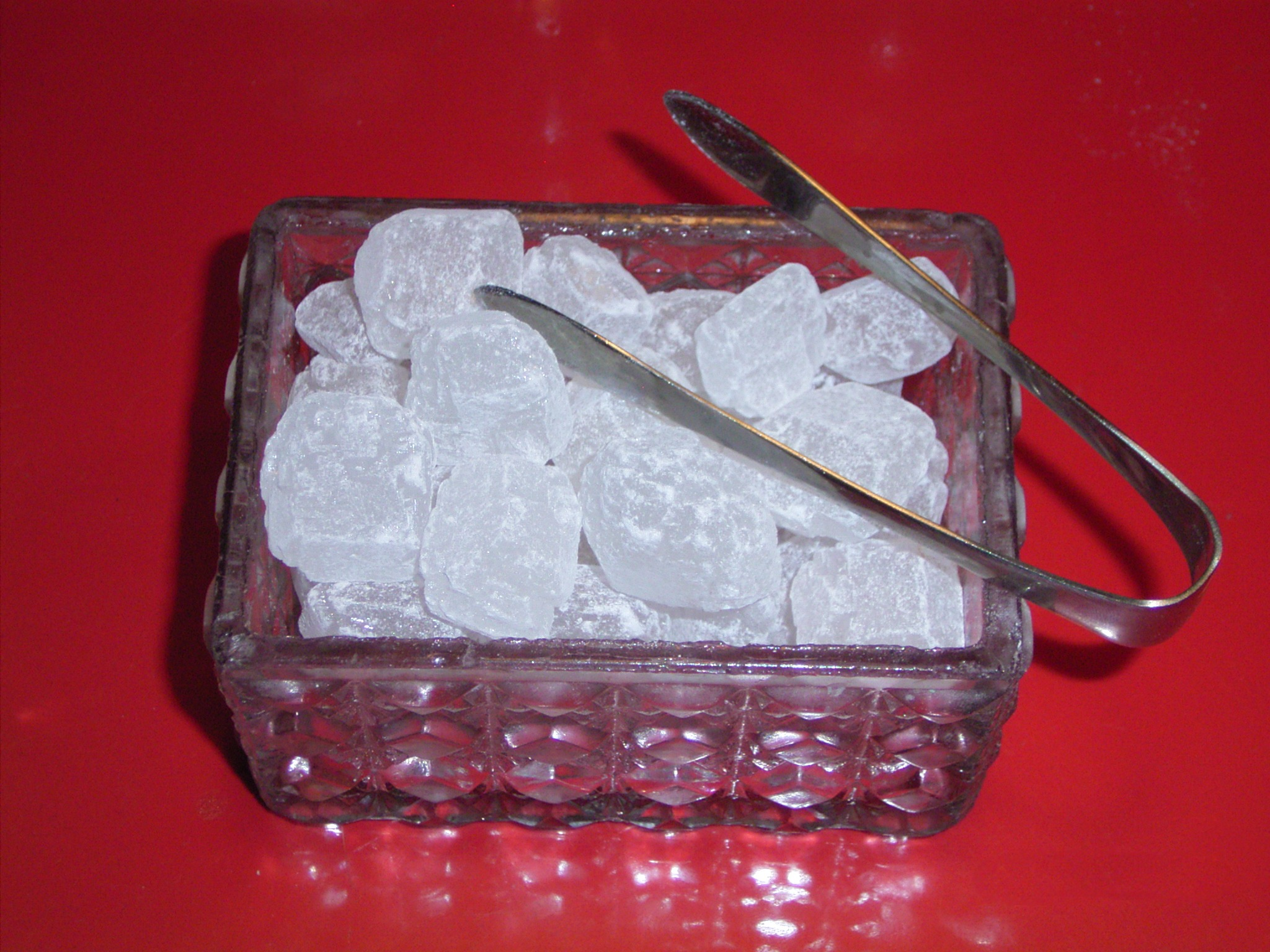
Цукор зі Східної Фризії
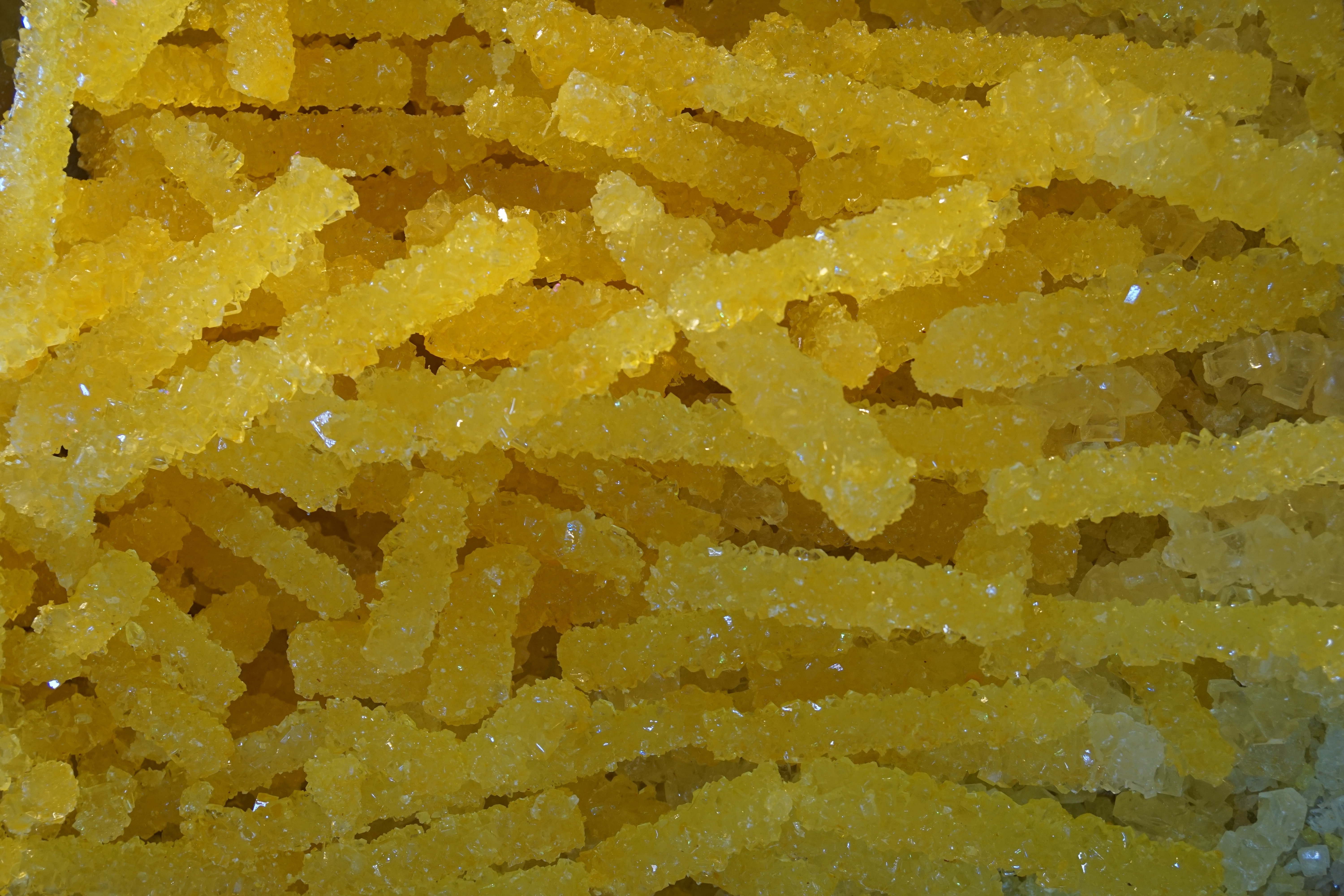
Льодяниковий цукор в Ірані
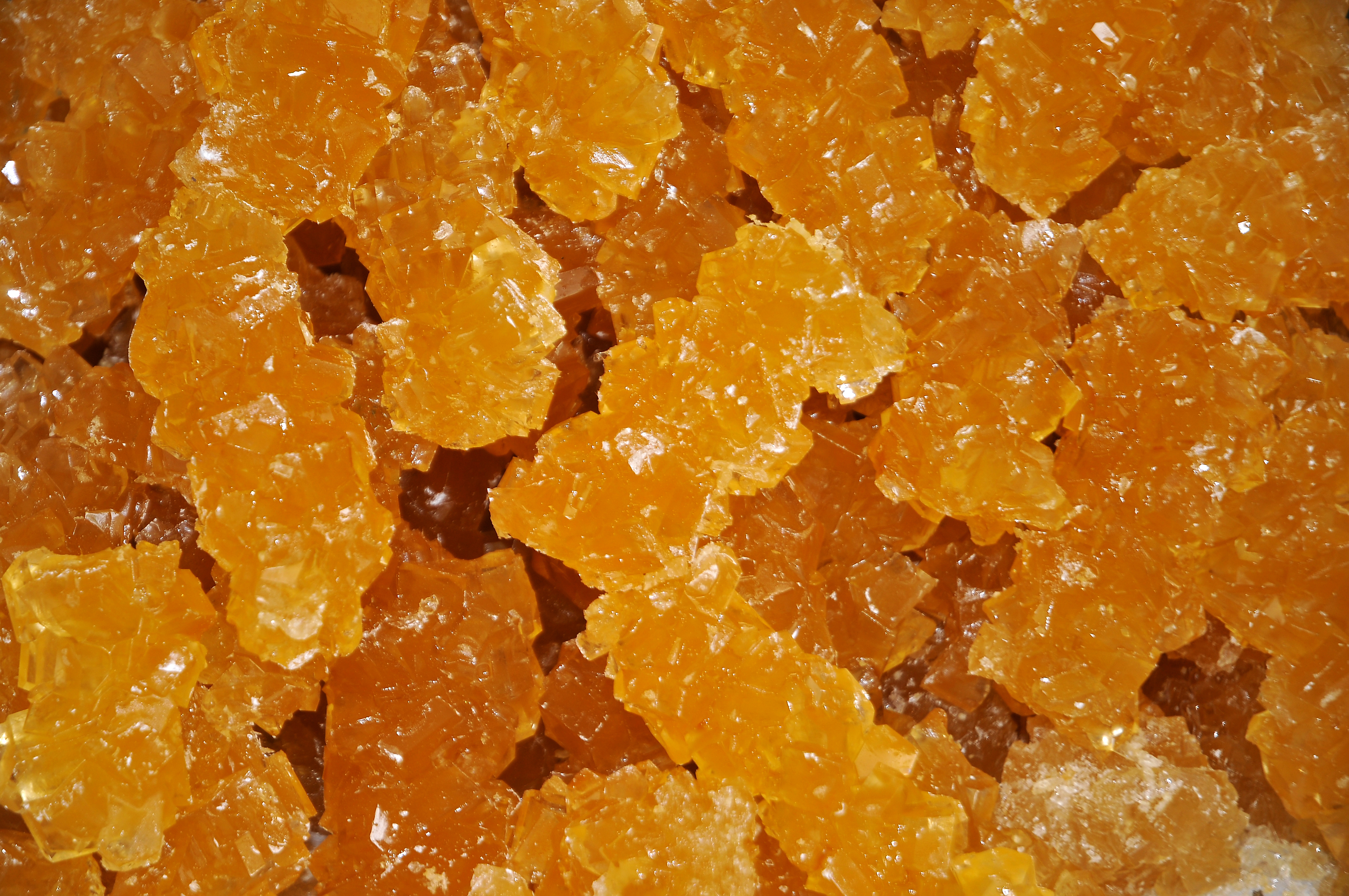
Самаркандський льодяниковий цукор
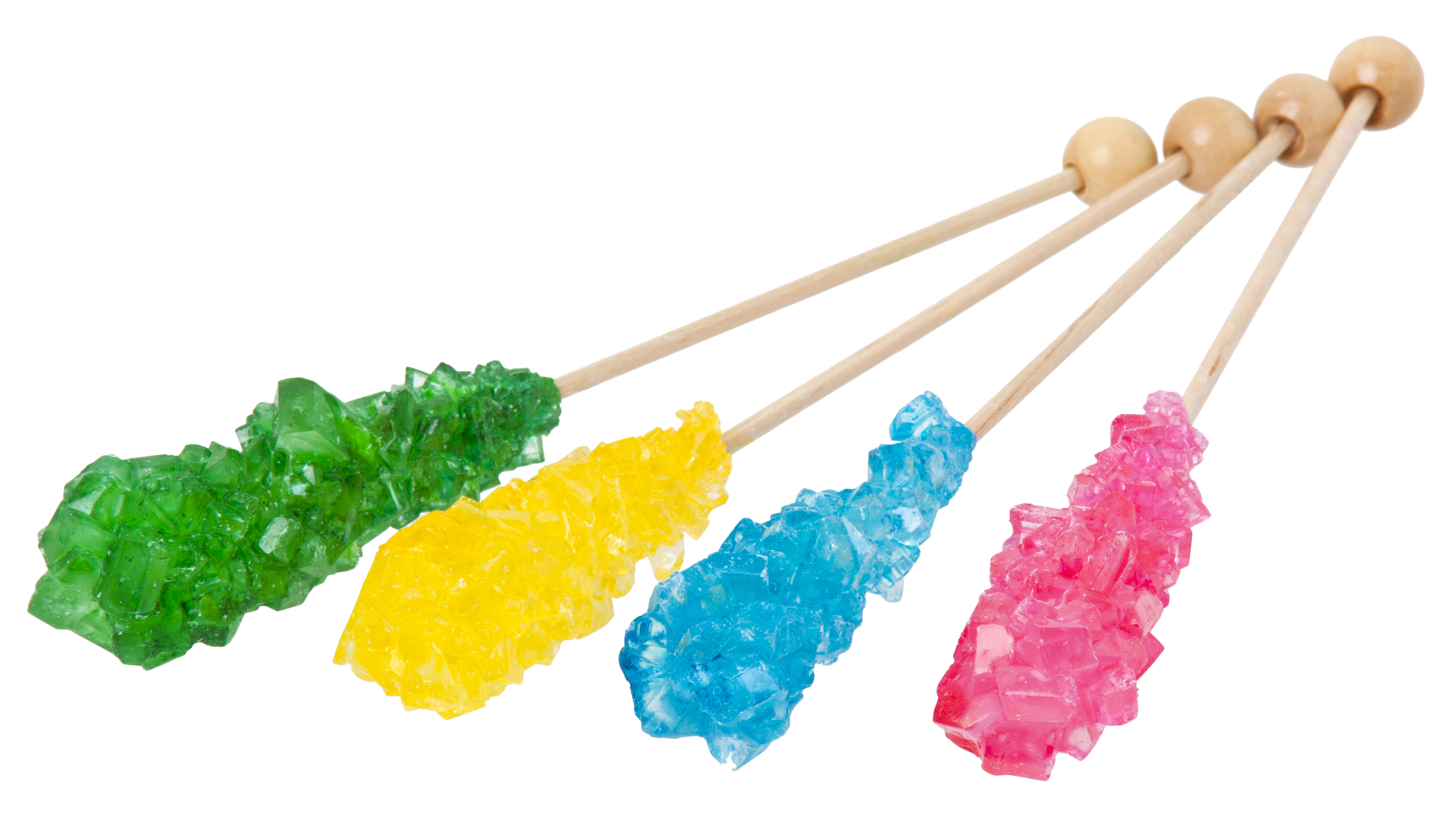
Кольорові та ароматизовані льодяники, що продаються в США
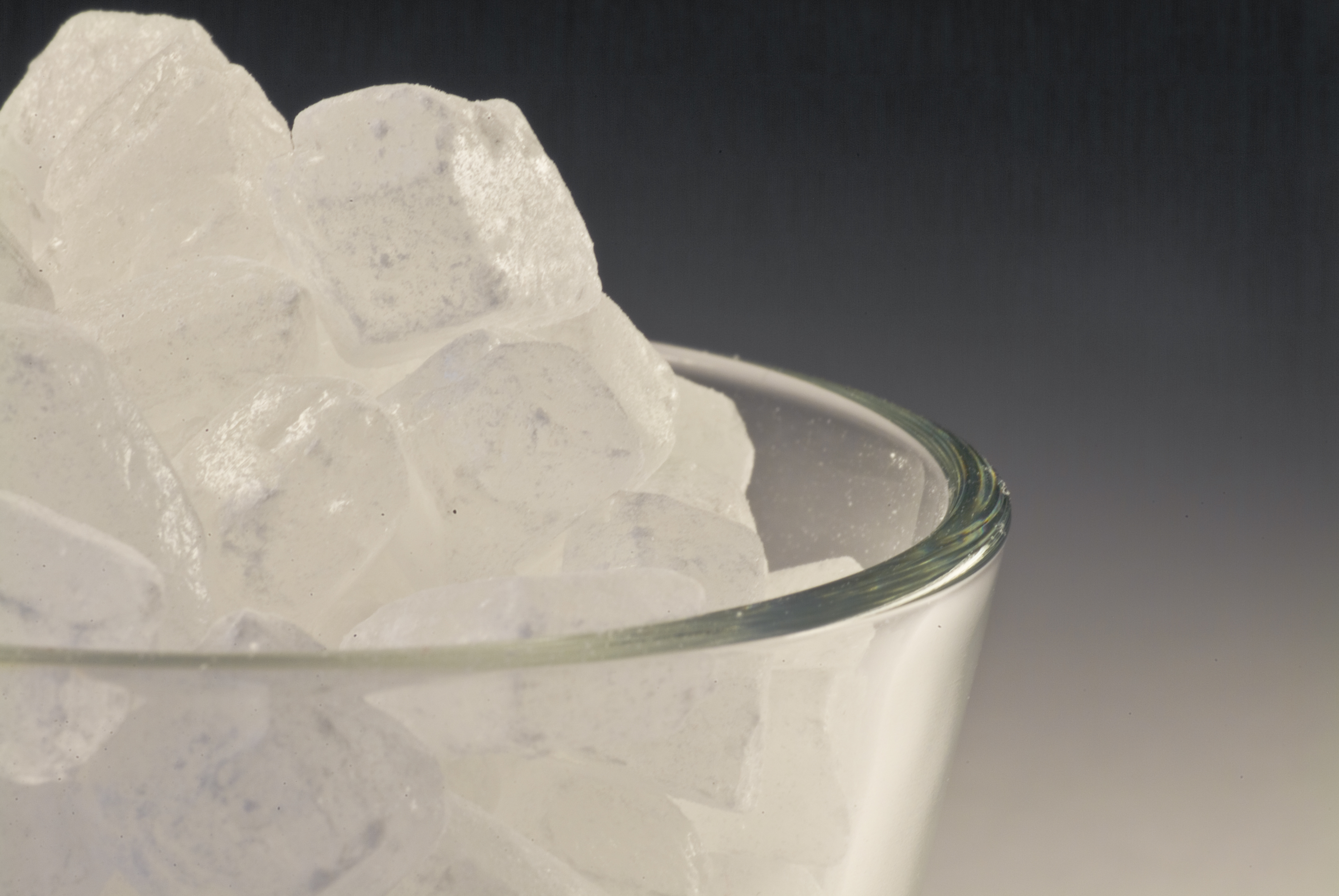
Білий кандований цукор
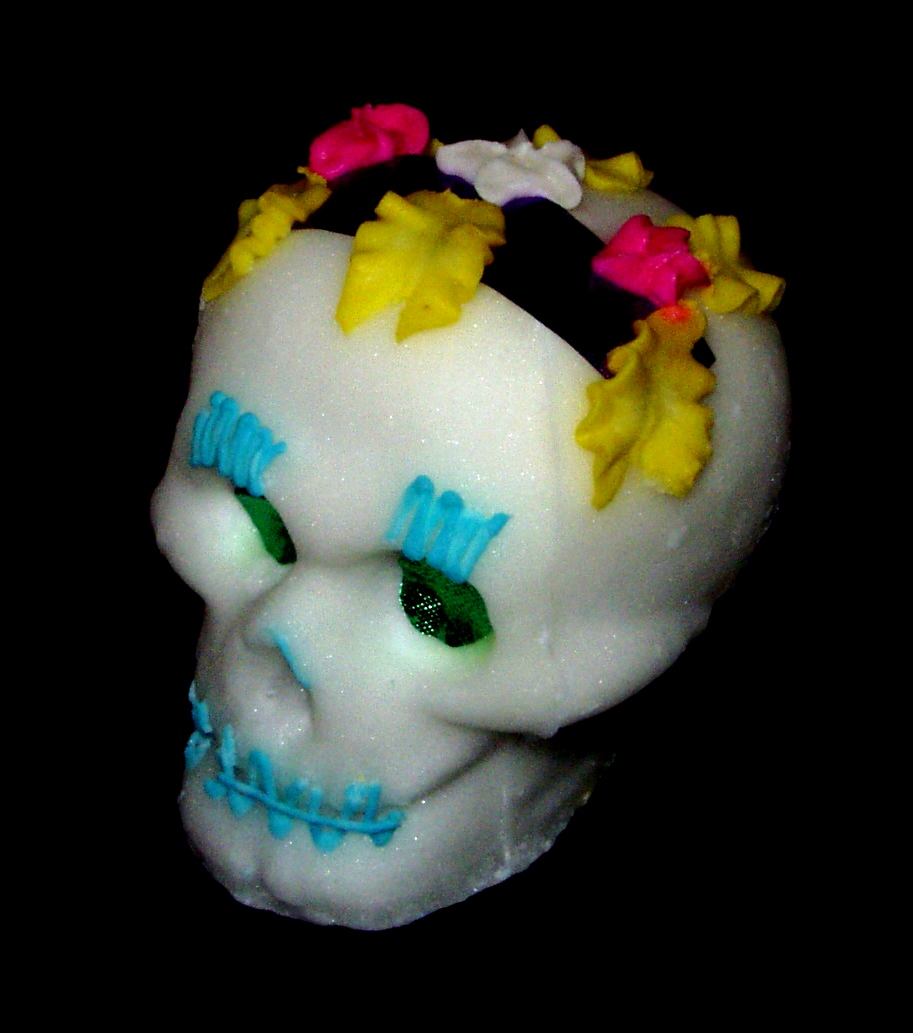
Льодяниковий череп з цукру, поширений подарунок і прикраса до Дня мертвих в Мексиці.
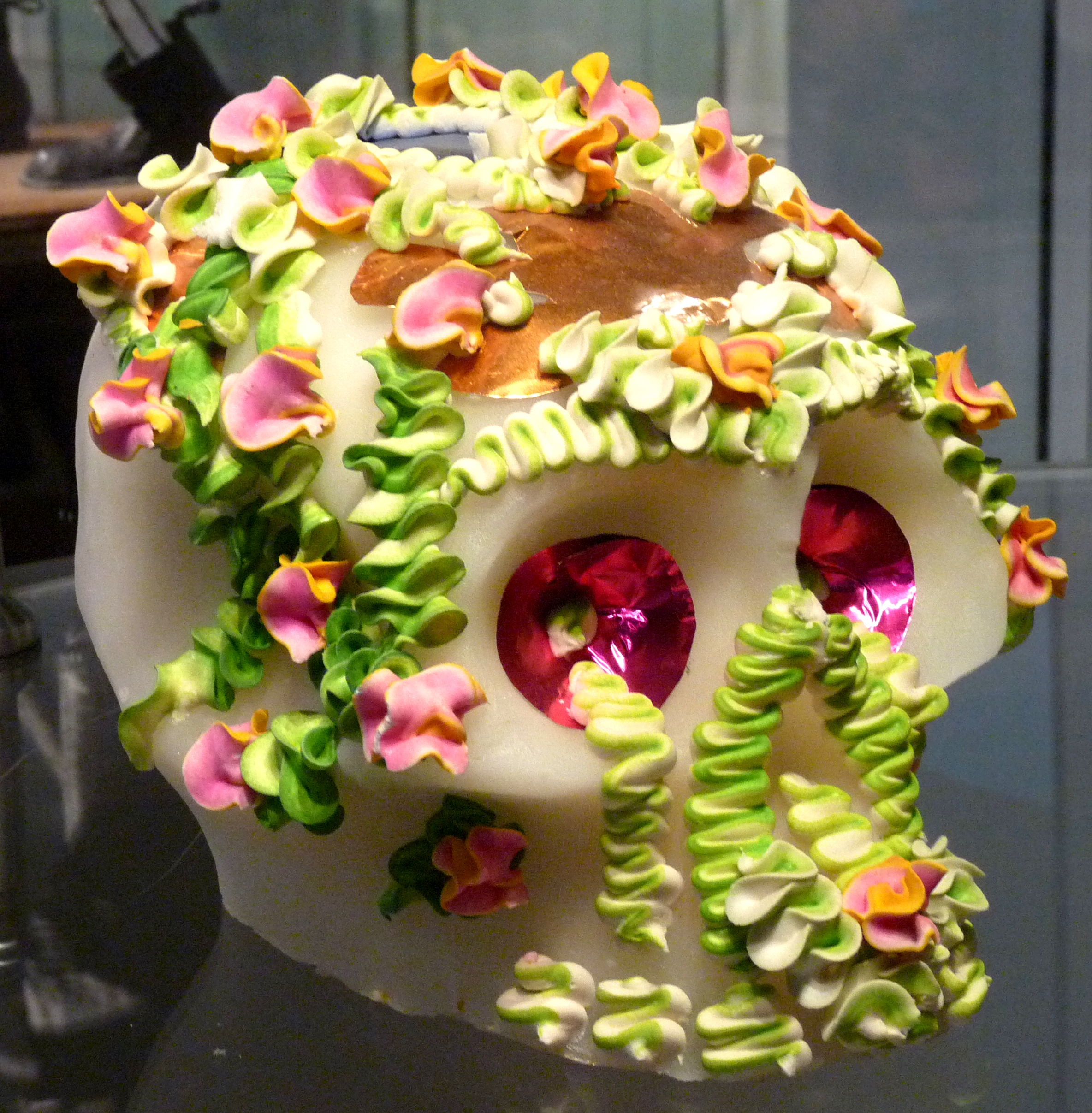
Цукровий череп (Музей народного мистецтва Мехіко)
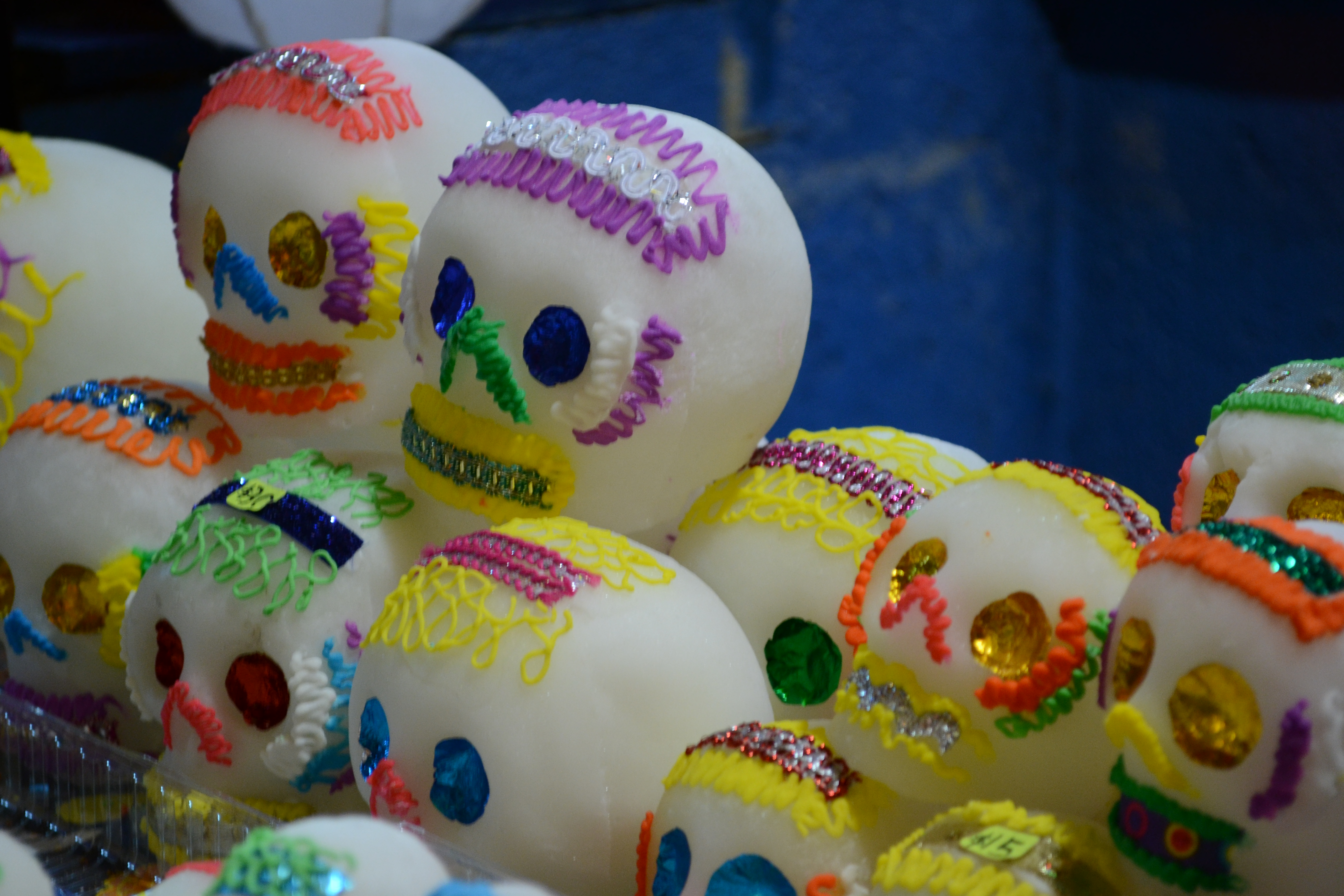
Цукрові черепи. Ринок в центрі міста Оахака.